# Christian Goza Loyola
Christian Rodrigo Goza Loyola (Providencia, 29 de noviembre de 1963) es un músico chileno, quien integró la facción francesa de la banda chilena Quilapayún entre 2002 y 2004, participando con ella en diversos conciertos internacionales.